# 浪岡顕忠
浪岡 顕忠（なみおか あきただ）は、戦国時代から安土桃山時代の武将。

## 略歴
北陸奥の名族・浪岡氏の浪岡顕範の嫡男として生まれる。
永禄5年（1562年）、大叔父の川原御所・北畠具信が、叔父の宗家・浪岡氏当主である浪岡具運を殺害すると（川原御所の乱）、同年4月5日（1月3日とも）に父・顕範と共に川原館の具信らを攻め滅ぼした。そして、父と共に具運の子・顕村を後見した。
天正6年（1578年）、病死。